# José Añibarro
José María „Txema” Añibarro Astondoa (ur. 26 lipca 1979 w Zeberio) – hiszpański piłkarz występujący na pozycji pomocnika w SD Eibar.

## Statystyki klubowe
| Sezon   | Klub              | Kraj      | Liga               | Mecze | Bramki | Puchar Kraju | Mecze | Bramki |
| ------- | ----------------- | --------- | ------------------ | ----- | ------ | ------------ | ----- | ------ |
| 2006/07 | Sestao River Club | Hiszpania | Segunda División B | 31    | 1      | -            | -     | -      |
| 2007/08 | Sestao River Club | Hiszpania | Segunda División B | 30    | 0      | -            | -     | -      |
| 2008/09 | SD Eibar          | Hiszpania | Segunda División   | 25    | 1      | -            | -     | -      |
| 2009/10 | SD Eibar          | Hiszpania | Segunda División B | 30    | 0      | -            | -     | -      |
| 2010/11 | SD Eibar          | Hiszpania | Segunda División B | 33    | 1      | -            | -     | -      |
| 2011/12 | SD Eibar          | Hiszpania | Segunda División B | 30    | 0      | -            | -     | -      |
| 2012/13 | SD Eibar          | Hiszpania | Segunda División B | 21    | 0      | -            | -     | -      |
| 2013/14 | SD Eibar          | Hiszpania | Segunda División   | 15    | 0      | -            | -     | -      |
| 2014/15 | SD Eibar          | Hiszpania | Primera División   | 15    | 0      | Puchar Króla | 1     | 0      |

Stan na: 23 maja 2015 r.